# Trahisons conjugales
Pour les articles homonymes, voir Betrayal.
Pour plus de détails, voir Fiche technique et Distribution.
Trahisons conjugales (titre original : Betrayal) est un film américain réalisé par David Hugh Jones, sorti en 1983.

## Fiche technique
- Titre original : Betrayal
- Titre français : Trahisons conjugales
- Réalisation : David Hugh Jones
- Scénario : Harold Pinter d'après sa pièce Trahisons
- Musique : Dominic Muldowney
- Pays d'origine : États-Unis
- Genre : drame
- Date de sortie : 1983

## Distribution
- Jeremy Irons : Jerry
- Ben Kingsley : Robert
- Patricia Hodge : Emma
- Avril Elgar : Mrs. Banks